# Uday Chopra
Pour les articles homonymes, voir Chopra.
Uday Chopra (né le 5 janvier 1973) est un acteur indien.

## Biographie
Uday Chopra est le fils de Yash Chopra, célèbre réalisateur et producteur de Bollywood, et le frère du réalisateur et producteur Aditya Chopra. Il a été assistant à la réalisation de plusieurs de leurs films.
Il commence sa carrière au cinéma à 27 ans dans Mohabbatein réalisé par son frère, comme cinq autres jeunes acteurs (Preeti Jhangiani, Kim Sharma, Shamita Shetty, Jimmy Shergill, Jugal Hansraj) dont les rôles rythment le duel moral de deux acteurs confirmés Amitabh Bachchan et Shah Rukh Khan. Il est surtout connu pour son interprétation d'Ali, petit voleur devenu policier assistant Abhishek Bachchan dans la série des Dhoom.

## Filmographie
Acteur
- 2000 : Mohabbatein dans le rôle de Vikram « Vicky ».
- 2002 : Mere Yaar Ki Shaadi Hai dans le rôle de Sanjay
- 2002 : Mujhse Dosti Karoge! dans le rôle de Rohan Verma
- 2003 : Supari dans le rôle d'Aryan
- 2003 : New-York Masala (Kal Ho Naa Ho) : non crédité, il annonce le 6e jour de la conquête du cœur de Naina
- 2004 : Charas (en) dans le rôle d'Ashraf
- 2004 : Dhoom dans le rôle d'Ali
- 2005 : Neal'N'Nikki dans le rôle de Gurneal « Neal » Ahluwalia
- 2006 : Dhoom 2 dans le rôle d'Ali
- 2010 : Pyaar Impossible avec Priyanka Chopra
- 2013 : Dhoom 3 dans le rôle d'Ali

Producteur
- 2014 : Grace de Monaco d'Olivier Dahan